# Каркошка, Эрих
Эрих Каркошка (род. 6 ноября 1955, Штутгарт) — планетарный исследователь в лаборатории «Lunar and Planetary Lab» Аризонского университета. Он обнаружил спутник Урана S/1986 U 10 (позже названный Пердитой) на фотографиях, которые сделала космическая станция Вояджер-2.
Каркошка также сделал несколько фильмов, в которых смоделировал посадку космического аппарата Гюйгенс на поверхность Титана, сезоны на Уране и тройное затмение на Юпитере.
Астероид «30786 Каркошка» (1988 QC) назван в его честь.